# 최순진
최순진(1982년 9월 25일 ~ )은 대한민국의 배우이다.

## 드라마
- 2023년 MBC 금토 미니시리즈 《조선변호사》 … 이봉삼 역
- 2023년 JTBC 수목 미니시리즈 《나쁜 엄마》 ... 소지석 역

## 연극
- 2010년 연극 《Mecbeth Object-ion!》
- 2010년 연극 《어멈》
- 2011년 연극 《3월의 눈》
- 2011년 연극 《백년 바람의 동료들》
- 2011년 연극 《오이디푸스》
- 2012년 연극 《맥베스 오브젝션》
- 2012년 연극 《손님》
- 2012년 연극 《로미오와 줄리엣》
- 2013년 연극 《안티고네》
- 2014년 연극 《국립레퍼토리시즌 - 장화홍련》
- 2014년 연극 《서안화차》
- 2014년 연극 《화학작용 선돌편 3주차》
- 2014년 연극 《국립극장레퍼토리시즌 - 단테의 신곡》
- 2015년 연극 《외계인들》
- 2015년 연극 《디스 디스토피아》
- 2015년 연극 《서안화차》
- 2015년 연극 《상업극 - 마카다미아, 표절, 메르스 그리고 맨스플레인》
- 2015년 연극 《외계인들》
- 2016년 연극 《화학작용2 오르다편 3주차》
- 2021년 연극 《로드킬 인 더 씨어터》

## 뮤지컬
- 2007년 뮤지컬 《점프》